# Mladen Havelka
Prof.dr.sc. Mladen Havelka (Zagreb, 7. kolovoza 1947. - ), dekan Zdravstvenog veleučilišta u Zagrebu, dobitnik odlikovanja Reda Danice hrvatske s likom Ruđera Boškovića, osnivač i predsjednik Zajednice veleučilišta i visokih škola (današnje Vijeće veleučilišta i visokih škola), član Nacionalnog vijeća za visoku naobrazbu Republike Hrvatske, član Nacionalnog povjerenstva za praćenje Bolonjskog procesa Ministarstva znanosti, predsjednik dobrotvornog udruženja "Dobrobit", dobitnih brojnih priznanja i odlikovanja.

## Životopis

### Opći podaci
Rođen 7. kolovoza 1947. godine u Zagrebu gdje je završio Klasičnu gimnaziju, te diplomirao na Filozofskom fakultetu u Zagrebu na studijima psihologije i sociologije. Godine 1981. obranio magistarski rad pod naslovom Sadržajni aspekti komunikacije kao faktor formiranja odnosa između liječnika i pacijenata na Filozofskom fakultetu u Zagrebu iz područja humanističkih znanosti - uže znanstveno područje psihologija. Dvije godine kasnije, 1983. brani doktorsku disertaciju pod naslovom Sociopsihološki i biološki korelati starosti i starenja gradske populacije na Odsjeku za psihologiju Filozofskog fakulteta Sveučilišta u Zagrebu.

### Stalna zaposlenja
Od diplomiranja radi u zdravstvu i zdravstvenom obrazovanju kao suradnik na javnozdravstvenim programima u Državnom zavodu za javno zdravstvo, Zavodu za javno zdravstvo grada Zagreba, Školi narodnog zdravlja « Andrija Štampar», a zatim kao predavač na Višoj medicinskoj školi, docent na Medicinskom fakultetu Sveučilišta u Zagrebu gdje osniva Katedru za zdravstvenu psihologiju i danas kao profesor zdravstvene psihologije na Visokoj zdravstvenoj školi u Zagrebu. 
U razdoblju od 1973. do 1975. radi kao stručni suradnik Odjela za sociometrijska istraživanja Zavoda za zaštitu zdravlja Republike Hrvatske, na međunarodnom znanstveno-istraživačkom projektu Orijentacija pacijentu u općoj medicini
Dekan Visoke zdravstvene škole u Zagrebu (danas Zdravstveno veleučilište), predsjednik Hrvatskog psihološkog društva u razdoblju od 2002. do 2004., predsjednik Zajednice visokih škola Hrvatske u razdoblju od 1999. do 2003. i član Nacionalnog vijeća za visoku naobrazbu Republike Hrvatske (1997. – 1999. i 2001. – 2003.).

### Stručna usavršavanja u inozemstvu
Godine 1982. postaje stipendist Svjetske zdravstvene organizacije za stručno usavršavanje u području komunikacija u zdravstvu u Engleskoj, Škotskoj, Nizozemskoj, Danskoj i Švedskoj.
1983. godine osvaja stipendiju Međunarodne bolničke federadije i Zaklade Kellog, za stručno usavršavanje na području organizacije zdravstvene i socijalne skrbi za starije ljude u Švicarskoj (Ženeva).
Godinu nakon, 1984. ponovno postaje stipendist Svjetske zdravstvene organizacije, no ovog puta za stručno usavršavanje u području gerontologije u Engleskoj i Škotskoj.
1993. godine osvaja stipendiju Agencije za međunarodni razvoj Sjedinjenih Američkih Država (USAID) za stručno usavršavanje u području organizacije i metoda pružanja psihosocijalne podrške i pomoći žrtvama nasilja (Minneapolis, Boston, Washington).

### Sudjelovanje u nastavi
- 1976. - izabran u nastavno zvanje predavača
- 1976. – 2009. - voditelj kolegija "Psihologija odgoja i obrazovanja" na Defektološkom fakultetu Sveučilišta u Zagrebu
- 1984. - izabran u znanstveno – nastavno zvanje docenta
- 1984. – 1998. - voditelj poslijediplomskih tečajeva "Social Gerontology in International and Cross-Cultural Perspectives" na Interuniverzitetskom centru u Dubrovniku
- 1986. – 1988. - voditelj kolegija Psihologija starenja na poslijediplomskom studiju iz "Gerontologije" Medicinskog fakulteta Sveučilišta u Zagrebu
- 1987. – 1996. - voditelj izbornih kolegija Psihologija boli i Ličnost, zdravlje i bolest za studente medicine Medicinskog fakulteta Sveučilišta u Zagrebu
- 1996. - izabran u nastavno zvanje profesora visoke škole
- 1999. – 2000. - voditelj izbornog kolegija Psihologija boli za studente Odsjeka za psihologiju Filozofskog fakulteta Sveučilišta u Zagrebu
- 1999. – 2000. - izvođenje dijela nastave iz predmeta "Zdravstvena psihologija" na poslijediplomskom studiju iz psihologije na Odsjeku za psihologiju Filozofskog fakulteta Sveučilišta u Zagrebu
- 2000. – 2009. - voditelj izbornog kolegija Zdravstvena psihologija na studiju psihologije Hrvatskih studija Sveučilišta u Zagrebu
- 2003. - izabran u trajno zvanje profesora visoke škole
- 2003. – 2009. - suvoditelj kolegija Odabrana poglavlja psihoterapijskih tehnika i metoda na poslijediplomskom studiju Psihoterapija Medicinskog fakulteta Sveučilišta u Zagrebu
- 1976. – 2005. - mentor većeg broja diplomskih radova studenata stručnih studija Visoke zdravstvene škole i Zdravstvenog veleučilišta, mentor jednog doktorskog rada na Filozofskom fakultetu Sveučilišta u Zagrebu,  dva magistarska rada na Medicinskom fakultetu Sveučilišta u Zagrebu, tri magistarska rada i jednog specijalističkog rada na Filozofskom fakultetu Sveučilišta u Zagrebu
- 2006. - izabran u znanstveno – nastavno zvanje izvanrednog profesora

### Sudjelovanje u znanstvenoj djelatnosti
- 1973. – 1974. - stručni suradnik na znanstveno-istraživačkom projektu Svjetske zdravstvene organizacije i Zavoda za zaštitu zdravlja Hrvatske "Korištenje zdravstvene zaštite"
- 1974. – 1976. - stručni suradnik na znanstveno-istraživačkom projektu Vlade SAD-a i Zavoda za zaštitu zdravlja Hrvatske "Usmjerenost pacijentu u primarnoj zdravstvenoj zaštiti"
- 1979. – 1984. - zamjenik voditelja znanstveno-istraživačkog projekta Svjetske zdravstvene organizacije i Zavoda za zaštitu zdravlja grada Zagreba "Stari ljudi u jedanaest zemalja Europe"
- 1984. - izabran u znanstveno zvanje znanstvenog suradnika
- 1985. – 1990. - voditelj znanstveno-istraživačkog projekta Ministarstva znanosti i obrazovanja "Ocjenjivanje psihičkog i tjelesnog zdravlja osoba u procesu starenja"
- 1991. – 1995. - voditelj znanstveno-istraživačkog projekta Ministarstva znanosti i obrazovanja "Socijalna podrška i diferencijalni mortalitet starijih osoba u gradskoj sredini"
- 1996. – 2000. - voditelj znanstveno-istraživačkog projekta Ministarstva znanosti i obrazovanja i Ministarstva rada i socijalne skrbi “Razvoj cjelovitih modela izvan institucionalne zaštite starijih ljudi"
- 2001. – 2005. - voditelj znanstveno-istraživačkog projekta Ministarstva znanosti, obrazovanja i sporta "Zdravstvena,  psihosocijalna i regionalna obilježja starije populacije"
- 2005. - izabran u znanstveno zvanje višeg znanstvenog suradnika

### Dužnosti u sustavu visokog obrazovanja
- 1977. – 1979. - prodekan za studente Više škole za medicinske sestre i tehničare
- 1983. – 1984. - dekan Više škole za medicinske sestre i zdravstvene tehničare
- 1984. – 1990. - član Uprave Medicinskog fakulteta u Zagrebu za studije 6-1 stupnja
- 1990. – 1996. - pomoćnik dekana Medicinskog fakulteta u Zagrebu za stručne studije
- 1996. – 2002. - privremeni dekan Visoke zdravstvene škole Odlukom Vlade RH
- 1999. – 2003. - osnivač i predsjednik Zajednice veleučilišta i visokih škola Hrvatske
- 2002. – 2005. - dekan Visoke zdravstvene škole u Zagrebu
- 2003. – 2007. - predsjednik Vijeća veleučilišta i visokih škola Hrvatske
- 1997. – 1999. - član 2. saziva Nacionalnog vijeća za visoku naobrazbu RH
- 2001. – 2005. - član 3. saziva Nacionalnog vijeća za visoku naobrazbu RH
- 2003. – 2007. - pridruženi član Rektorskog zbora Hrvatske
- 2004. – 2007. - praćenje Bolonjskog procesa Ministarstva znanosti
- 2005. – 2013. dekan Zdravstvenog veleučilišta u Zagrebu

### Stručno-humanitarna djelatnost
Humanitarnim radom počinje se baviti s početkom ratnih zbivanja u Hrvatskoj. Bio je član sanitetskog stožera Ministarstva zdravstva; član ratnog stožera Medicinskog fakulteta Sveučilišta u Zagrebu; osnivač i savjetnik Odjela za psihosocijalnu prilagodbu Ureda za prognanike i izbjeglice Vlade Republike Hrvatske; voditelji nekoliko psihosocijalnih programa Odjela za psihosocijalnu prilagodbu i UNICEF-a usmjerenih pomoći majkama i djeci stradalim u ratu;  osnivač i prvi predsjednik udruženja «Dobrobit»; urednik i autor brojnih priručnika i članaka o psihosocijalnoj pomoći stradalnicima rata; voditelj 40–tak humanitarnih programa udruženja «Dobrobit»; potpredsjednik Sabora Humanitarne mreže Hrvatske, stručni suradnik i voditelj obrazovnog programa HRT-a za područje skrbi o stradalnicima rata, starijim ljudima i hrvatskim braniteljima; voditelj znanstveno-istraživačkih projekata Ministarstva rada i socijalne skrbi i Ministarstva znanosti i tehnologije vezanih uz problematiku skrbi za starije ljude, voditelj humanitarnih programa udruženja Sv. Lazara Jeruzalemskog i dr.
- 1991. – 1992. - organizator i voditelj tečajeva iz traumatske psihologije za pomagače uključene u skrb prognanika, izbjeglica i žrtava rata na Medicinskom fakultetu Sveučilišta u Zagrebu
- 1991. – 1993. - savjetnik Odjela za psihosocijalnu prilagodbu i obrazovanje Ureda za prognanike i izbjeglice Vlade Republike Hrvatske
- 1992. – 1993. - voditelj psihosocijalnih programa UNICEF-a za pomoć majkama i djeci stradalima u ratu
- 1993. – 1999. - predsjednik dobrotvornog udruženja "Dobrobit"
- 1993. – 2005. - član i časnik Viteškog bolničkog i vojničkog Reda Svetog Lazara Jeruzalemskog
- 1994. – 1996. - predsjednik Upravnog odbora Humanitarne mreže Hrvatske
- 2002. – 2003. - član Savjeta za razvoj civilnog društva Vlade Republike Hrvatske
- 2001. – 2003. - predsjednik Savjeta za socijalnu politiku Ureda za rad, zdravstvo i socijalnu skrb Poglavarstva grada Zagreba

### Strukovna djelatnost na razvoju psihološke struke
- 1996. – 1999. - član Upravnog odbora Hrvatskog psihološkog društva
- 2002. – 2004. - predsjednik Hrvatskog psihološkog društva
- 2003. – 2004. - član Upravnog odbora Hrvatske psihološke komore

### Javno-obrazovna djelatnost u medijima
- 1983. – 2002. - stručni suradnik i voditelj televizijskih emisija Obrazovnog programa HRT-a u emisijama za starije ljude i hrvatske branitelje (I godine ove, Sa svrhom i razlogom i dr.)
- 2001. – 2006. - Vanjski suradnik dnevno-političkog lista Vjesnik u rubrici „Stajališta“

### Priznanja i odlikovanja
- 1993. - Nagrada Ramiro Bujas Hrvatskog psihološkog društva, za posebno vrijedan doprinos u promicanju psihologije i pružanju psihološke pomoći stradalnicima rata
- 2005. - Zlatni grb Hrvatskog psihološkog društva za osobito vrijedan doprinos razvitku i radu Hrvatskog psihološkog društva
- 2008. - Odlikovanje Predsjednika Republike Hrvatske Red Danice hrvatske s likom Ruđera Boškovića za osobiti doprinos znanosti i visokom obrazovanju u Republici Hrvatskoj kao i za provedbu Bolonjskog procesa
- 2009. - Nagrada Biga Friganović Hrvatske psihološke komore za zasluge u donošenju Zakona o psihološkoj djelatnosti i osnivanju Hrvatske psihološke komore

### Značajniji priručnici, udžbenici, knjige
1. Havelka, M. (1979): Odabrana poglavlja iz opće i medicinske psihologije, Viša medicinska škola, Zagreb.
2. Havelka, M. (1982): Zdravstvena psihologija. Viša medicinska škola - Liber, Zagreb.
3. Defilipis, B. i Havelka, M. (1983): Stari ljudi - Epidemiološka studija zdravstvenih, socijalnih i psiholoških obilježja starih ljudi u Zagrebu, Stvarnost, Zagreb.
4. Havelka, M. (1988): Zdravstvena psihologija, Medicinski fakultet Sveučilišta u Zagrebu.
5. Havelka, M., Despot Lučanin, J. (1990) Psihologija starenja, u Duraković, Z. (ur.) Medicina starije dobi, Naprijed, Zagreb.
6. Havelka, M. i Despot - Lučanin, J. (1991) Psihologija boli, Priručnik za   studente medicine, Medicinski fakultet Sveučilišta u Zagrebu.
7. Havelka, M. (1994): Zdravstvena psihologija, Priručnik za srednje zdravstvene škole, Školska knjiga,   Zagreb.
8. Havelka ,M. (1995): Tjelesne bolesti i duševna stanja, u Keros, P.(ur.) Veliki zdravstveni savjetnik, Novi Liber, Zagreb.
9. Havelka, M.(1995): Komunikacija s teškim bolesnikom i njegovom obitelji, u Jušić,A.(ur.) Hospicij i palijativna skrb, Školska knjiga, Zagreb.
10. Havelka, M. (1995): Duševna uzbuđenja i tjelesne bolesti u Keros, P. (ur.) Veliki zdravstveni savjetnik, Novi Liber, Zagreb.
11. Havelka, M., Despot-Lučanin, J., Lučanin,  D. (1995): Psychological reaction to war stressors among elderly displaced persons in Croatia, Croatian Medical Journal, 36.
12. Havelka, M., Krizmanić, M.) (ur.)(1995): Psihološka i duhovna pomoć pomagačima, Dobrobit, Zagreb.
13. Havelka, M. (ur.) (1998): Zdravstvena psihologija, Naklada "Slap", Jastrebarsko, I izdanje.
14. Havelka, M. (ur.) (1998): Povratak u Hrvatsko Podunavlje - Vodič za povratnike, Udruženje "Dobrobit" i Hrvatski Caritas, Zagreb
15. Havelka, M. (2000): Psihologija boli, poglavlje u knjizi "Vojna psihologija", knjiga 1. Ministarstvo obrane Republike Hrvatske, Zagreb.
16. Havelka, M (2002): Profesionalni status psihologa u Hrvatskoj i obrazovanje psihologa, Suvremena psihologija 5 (2002) 2, str. 373 - 380.
17. Havelka, M. i Lj. Ševo (2002): Zdravstvena psihologija – Priručnik za nastavnike, Školska knjiga, Zagreb.
18. Havelka, M. ( 2003): Visoko obrazovanje u Hrvatskoj i europskim zemljama - Prilog usklađivanju visokog obrazovanja u Hrvatskoj s europskim visokim obrazovanjem, Biblioteka "Zbornici"  Knjiga 10., Institut društvenih znanosti "Ivo Pilar", Zagreb.
19. Mladen Havelka  (2003): Skrb za starije ljude u Hrvatskoj - potreba uvođenja novih modela, Društvena istraživanja, Zagreb, godina 12. br. 1-2 (63-64) str. 225-245. godina 12. br.
20. Mladen Havelka, Pačić - Turk, Lj. i   Sever, T. (2004): Zdravstvena psihologija u Hrvatskoj - dvadesetak godina poslije, Društvena istraživanja, Zagreb,  God. 13.,  br. 3 (71),  465 - 486.